# Bath
Bath é uma cidade do sudoeste de Inglaterra, localizada no Condado de Somerset. É muito conhecida pelas suas termas que provêm de três nascentes (ou captações de água).
A cidade tem uma população de cerca de 80 000 habitantes e é Património da Humanidade.

## História
Se diz que a cidade foi criada devido aos romanos terem ali descoberto uma água com propriedades milagrosas (curativas), no qual o Império Romano construiu umas termas. Só que a tradição oral indica que já era conhecida antes.
Ainda hoje esta água proveniente dos seus nascentes é considerada curativa para muitos males (doenças). Desde a época isabelina até à  época georgiana, foi um complexo termal para os ricos. Por causa disto, a cidade possui numerosos exemplos de arquitetura georgiana, com o expressivo ao Royal Crescent (Crescente Real). 

## Geografia

### Localização
A cidade de Bath, situada a uma altitude de aproximadamente 25 m, fica às margens do Rio Avon, no extremo sul de Cotswolds, a cerca de 20 km (de carro) a sudeste da antiga e importante cidade portuária de Bristol e a pouco menos de 30 km a nordeste da pequena cidade de Wells. O rio é navegável por eclusas e pode ser navegado por barco estreito. Há também uma hidrovia que liga a cidade ao Tâmisa e a Londres, o Canal Kennett e Avon.

### Clima
O clima de Bath é temperado, embora significativamente mais quente do que em outros lugares na mesma latitude. Isso é atribuído à influência da Corrente do Golfo no aquecimento global. O vento predominante vem do sudoeste, soprando do Atlântico Norte. O céu fica nublado durante metade do ano. Tempestades e inundações ocorrem ocasionalmente, especialmente no inverno.

## Demografia
| Ano     | 2001   | 2011   | 2021   |
| ------- | ------ | ------ | ------ |
| Núumero | 83.286 | 88.180 | 94.092 |

O crescimento populacional significativo se deve principalmente ao fluxo de famílias da área circundante e de outras partes da Commonwealth.

## Cultura
Bath possui duas universidades: a Universidade de Bath, fundada como tal em 1966, e a Universidade Bath Spa, que posteriormente surgiu de outra instituição de ensino superior. De 30 de março a 4 de abril de 1992, ocorreu em Bath a "Primeira Conferência Internacional sobre Banhos Romanos", intitulada "Banhos Romanos e Banhos".

### Parques
A cidade possui uma variedade de parques. O mais famoso é o Royal Victoria Park, que oferece áreas verdes, jardins e até um jardim botânico. Além dele, há também o Alexandra Park, que proporciona vistas panorâmicas da cidade.

## Economia
A principal atividade econômica da cidade é o turismo, atraindo dezenas de milhares de pessoas anualmente. A cidade possui aproximadamente 80 hotéis e mais de 200 pousadas, além de centenas de restaurantes e pubs. O maior fluxo ocorre durante os meses de verão, mas o turismo está presente o ano todo.

## Administração
Bath perdeu seu próprio governo após a abolição do condado de Avon em 1996, o que coincidiu com a criação do distrito maior de Bath e North East Somerset.
No entanto, para garantir os direitos da cidade, uma das mais antigas da Inglaterra, como testemunha a antiquíssima diocese local, que chega a levantar a hipótese de ter seu próprio precedente na Grã-Bretanha romana, foi instituída uma Charter Trustees, ou seja, uma fundação fiduciária, composta pelos conselheiros do distrito atual, desde que eleitos dentro dos limites da cidade antiga. Esses conselheiros continuam a nomear o prefeito de Bath, cujas funções, além das honorárias e promocionais, consistem na administração das propriedades da cidade.

### Cidades-irmãs
- Aix-en-Provence, França
- Alkmaar, Países Baixos
- Brunsvique, Alemanha
- Kaposvár, Húngria[7]

## Arquitetura
A cidade é atravessada pelo Rio Avon, que corre aproximadamente 15 metros abaixo do nível da rua. O atual centro histórico foi construído no século XVIII em estilo georgiano para atender à crescente necessidade de bem-estar e conforto entre os visitantes de spas. Vários edifícios importantes estão localizados em uma pequena área, principalmente os Banhos Romanos, a Abadia e a Câmara Municipal. A Abadia era originalmente uma catedral normanda, posteriormente reconstruída em estilo gótico no século XVII. Outras reformas foram realizadas em seu interior no século XIX. A Abadia está localizada na mesma praça que os Banhos Romanos e a Câmara Municipal, a Câmara Municipal da cidade. A cidade de Bath foi declarada Patrimônio Mundial da UNESCO. Outra característica de Bath é o Royal Crescent com o Circus próximo, projetado por John Wood, o Velho, e construído por John Wood, o Jovem, entre 1754 e 1774. Eles representam o sonho visionário de seu designer de dar uma aparência neoclássica e palladiana à cidade de Bath.
Outras obras notáveis incluem o Recreation Ground, um parque público de cerca de 60.000 metros quadrados, reservado para uso gratuito do público, que abriga o estádio do time de rúgbi da cidade, o Bath Rugby.

## Patrimônio Mundial
Bath é Patrimônio Mundial desde 1987. Em 2009, previa-se que o status de patrimônio histórico seria retirado devido a um empreendimento habitacional com mais de 2.000 casas. Após uma visita, o comitê decidiu manter o status.

## Esportes
O Bath Rugby e o Bath City F. C. são os clubes de rúgbi e futebol da cidade.

## Transporte
Na direção oeste-leste, a rodovia A4 (Bristol–Londres) atravessa a cidade de Bath. A rodovia A36 leva ao sul até Southampton. A rodovia A46 serve como via de acesso à rodovia M4 e depois continua até o Mar do Norte.
A Estação Bath Spa está localizada na junção da Great Western Main Line com a Wessex Main Line. É servida por trens da Great Western Railway.

## Mídia
Bath possui dois jornais locais: o Bath Chronicle e o Bath Times. Publicado desde 1760, o Bath Chronicle era um jornal diário até se tornar semanal em setembro de 2007. O Bath Times é um jornal semanal gratuito, baseado em anúncios. Ambos os jornais são propriedade da Northcliffe Media.
Na televisão, Bath é atendida pelos estúdios da BBC West e da ITV Wales and West, transmitindo de Bristol.
As estações de rádio que transmitem para a cidade incluem TotalStar Bath, Heart Bath, Brunel Classic Gold e a estação 1449AM URB da Universidade de Bath, que está disponível no campus e online.

## Cidades gémeas
- Aix-en-Provence, França
- Alkmaar, Holanda
- Braunschweig, Alemanha
- Kaposvár, Hungria

## Originários
- Adelardo de Bath (ca. 1080 – ca. 1150) filósofo e naturalista.
- Thomas Tertius Noble (1867-1953) compositor e organista.
- Tears For Fears, banda de New Wave

## Imagens da cidade

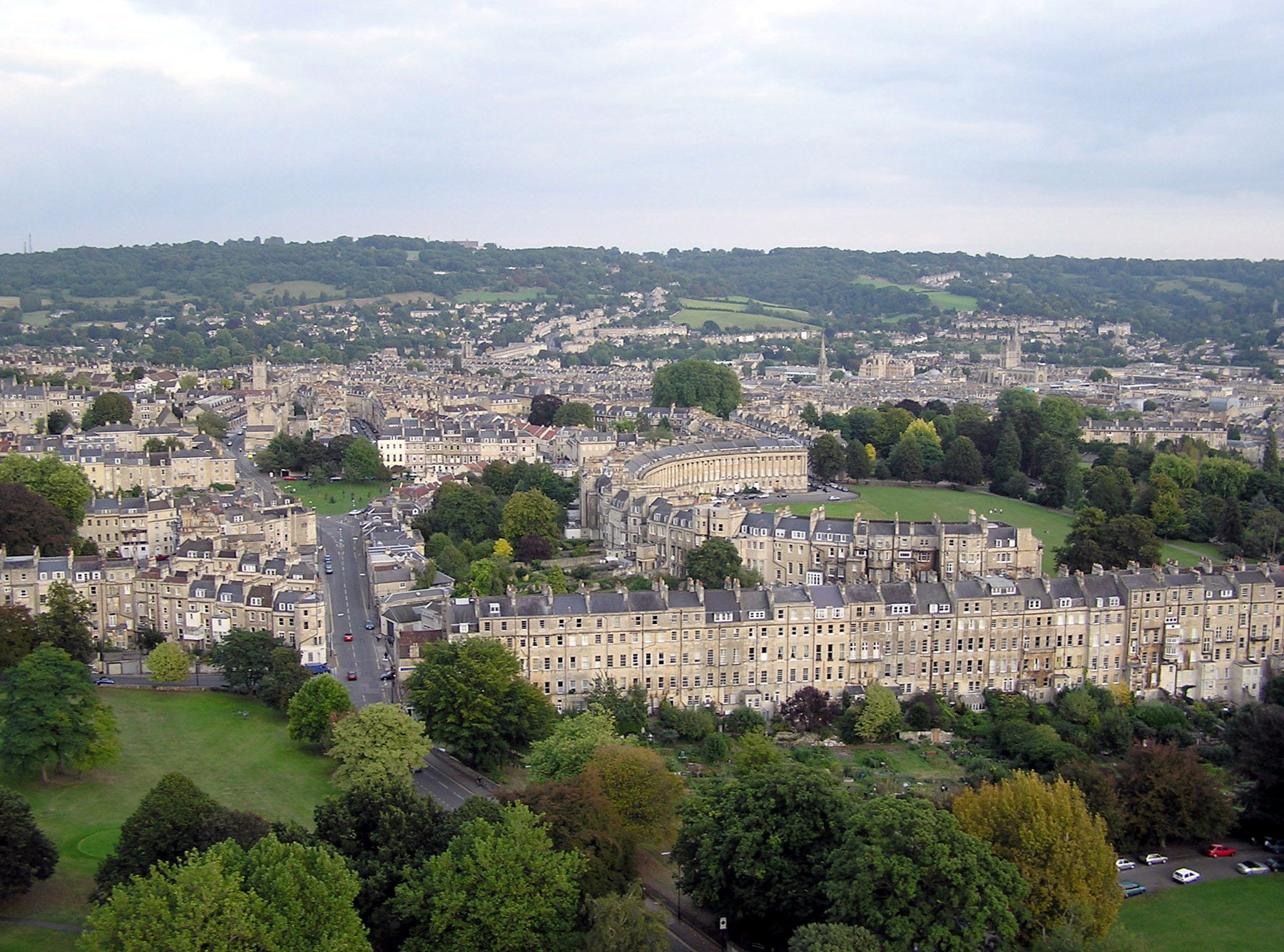
Vista aérea da cidade

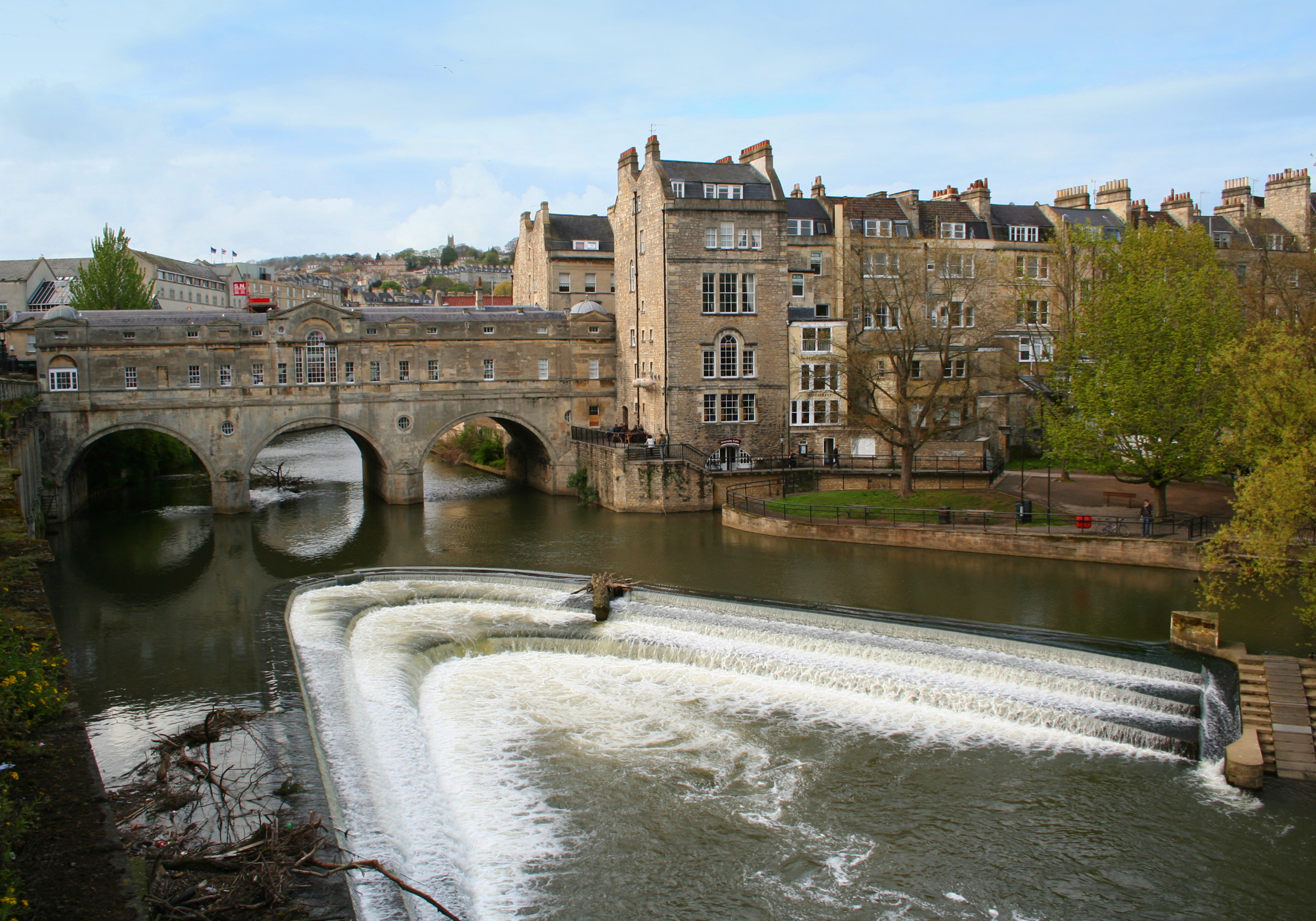
A Ponte Pulteney